# Louis Henin
Louis Henin (24 giugno 1894 – ...) è stato un ginnasta belga.

## Palmarès

### Olimpiadi
- 1 medaglia:
  - 1 bronzo (Anversa 1920 nel concorso svedese a squadre)